# Amana edulis
Amana edulis là một loài thực vật có hoa trong họ Liliaceae. Loài này được (Miq.) Honda miêu tả khoa học đầu tiên năm 1935.